# ヤキール・アハラノフ
ヤキール・アハラノフ（Yakir Aharonov， 1932年8月28日 -　）は、イスラエルの物理学者。チャップマン大学教授。
電子の波に、外部に電場も磁場もないコイルによって、位相変化が生じるというアハラノフ＝ボーム効果(AB効果)を発表した。

## 経歴
イギリス委任統治領パレスチナのハイファに生まれた。1956年にイスラエル工科大学 (Technion)を卒業後、イギリスのブリストル大学で学び、1959年デヴィッド・ボーム(1917-1994)とアハラノフ・ボーム効果(AB効果)について発表をし、1960年に物理学のPh.D.を取得した。1960年から1961年の間はブランダイス大学で研究し、1961年からイェシーバー大学助教授。1967年からテルアビブ大学、イェシーバー大学教授を併任、1973年からテルアビブ大学、サウスカロライナ大学教授を併任。2006年からジョージ・メイソン大学教授、2008年から現職。
アハラノフ・ボーム効果の実在性については賛否両論があったが、1980年代半ばに日立製作所基礎研究所の外村彰による実験で検証された。

## 受賞歴
- 1984年 - ワイスマン賞（Weizmann Prize in Physics）
- 1984年 - ロスチャイルド賞
- 1989年 - イスラエル賞
- 1991年 - エリオット・クレッソン・メダル
- 1995年 - EPS欧州物理学賞
- 1998年 - ウルフ賞物理学部門
- 2009年 - トムソン・ロイター引用栄誉賞
- 2010年 - アメリカ国家科学賞
- 2023年 - ポメランチュク賞

## 関連図書
- 外村彰 著『ゲージ場を見る（講談社ブルーバックス、1997年3月）